# Herbert Enderton
Herbert Bruce Enderton (1936 - 20 oktober 2010) was een professor emeritus in de wiskunde op UCLA en een voormalig lid van de faculteiten wiskunde en logica en wetenschapsmethodologie aan de Universiteit van Berkeley. Hij is bekend om zijn leerboeken op het gebied van de wiskundige logica en de verzamelingenleer. Enderton heeft ook bijgedragen aan de recursietheorie, de theorie van de definieerbaarheid, analysemodellen, computationele complexiteit en de geschiedenis van de logica.
Gedurende vele jaren was hij redacteur van het Journal of Symbolic Logic en de Association for Symbolic Logic. 

## Werken
- Elements of Set Theory, ISBN 0-12-238440-7, 1977

- Bibliothèque nationale de France: cb144417472 (data)
- Catàleg d'autoritats de noms i títols de Catalunya: 981058517868606706
- Gemeinsame Normdatei: 143379356
- International Standard Name Identifier: 0000 0003 6379 295X
- Library of Congress Control Number: n50010391
- Mathematics Genealogy Project: 26673
- Nationale Bibliotheek van Tsjechië: xx0007240
- Nationale Bibliotheek van Israël: 987007260860505171
- Nederlandse Thesaurus van Auteursnamen: 069665125
- Système universitaire de documentation: 081847106
- Virtual International Authority File: 225642917
- WorldCat: E39PBJtMqr9MQtv39vxphQRYfq